# Emelia Chatfield
Emelia Chatfield (* 23. November 2001 in Miami, Florida) ist eine haitianisch-US-amerikanische Hürdenläuferin, die sich auf die 100-Meter-Distanz spezialisiert hat. Seit Juni 2024 ist sie international für Haiti startberechtigt.

## Sportliche Laufbahn
Emelia Chatfield wuchs in Hollywood, Florida auf und absolvierte ein Studium an der University of Texas at Austin. 2024 nahm sie für Haiti über 100 m Hürden an den Olympischen Sommerspielen in Paris teil und schied dort mit 13,24 s in der Hoffnungsrunde aus. Zudem war sie Fahnenträgerin Haitis während der Abschlussveranstaltung der Spiele.

## Persönliche Bestleistungen
- 100 m Hürden: 12,72 s (+1,7 m/s), 23. Mai 2024 in Fayetteville
  - 60 m Hürden: 7,95 s, 24. Februar 2024 in Lubbock